# Korskyrkan, Stockholm
Korskyrkan, Stockholm, som egentligen hette "Stockholms fria baptistförsamling", var den första "Korskyrkan" i Sverige. Kyrkan finns numera på Birger Jarlsgatan 66 i centrala Stockholm.

## Historik
Församlingen hade under många år sin gudstjänstlokal på Döbelnsgatan. På fasaden fanns ett neonkors och en skylt med det långa församlingsnamnet, men i folkmun började kyrkan kallas för "kyrkan med korset på". Församlingen fångade upp detta och gav 1948 sin kyrka namnet Korskyrkan. Namnet kom sedan att användas av många frikyrkor, främst inom dåvarande Örebromissionen (efter olika sammangåenden, numera Evangeliska Frikyrkan). Kyrkan är sedan 1962 inrymd i biografen Arcadias före detta lokaler.
Sedan hösten 2015 är Richard Hultmar föreståndare och pastor i församlingen.